# Sweet Lullaby
«Sweet Lullaby» (с англ. — «Нежная колыбельная») — песня французского этно-электронного дуэта Deep Forest, выпущенная в качестве дебютного сингла с одноимённого альбома коллектива. Песня получила чрезвычайную популярность в 1992 и 1993 годах, попав в Top-30 многих европейских стран, а также ряда государств Океании. В 1994 году композиция была переиздана с ремиксами.

## История
Песня основана на традиционной колыбельной жителей Соломоновых островов под названием «Rorogwela». Вокальный семпл, используемый в песне, первоначально был записан этномузыковедом Хьюго Земпом в 1970 году и впоследствии выпущен организацией ЮНЕСКО в рамках т. н. коллекции «Музыкальных Источников» (англ. «Musical Sources»). Исполняющая его женщина по имени Афунаква (англ. Afunakwa) поёт колыбельную на местном языке — баэггу. Текст песни рассказывает о сироте, потерявшем родителей, которого утешает его старший брат.
Некоторое время австралийская телевизионная сеть SBS использовала мелодию песни в качестве своей основной музыкальной темы. Кроме того, композиция использовалась немецкой телекомпанией RTL в качестве темы для титров в передаче, посвящённой Лиге чемпионов УЕФА сезона 1994-95.
Небольшие отрывки песни были семплированы для трансового хита «Komodo», итальянского электронного музыканта Мауро Пикотто, 2000 года.
В 2008 году американский путешественник Мэтт Хардинг отправился на остров Малаита (Соломоновы острова), чтобы попытаться найти Афунакву, женщину, которая считается исполнительницей «Rorogwela» на записи Земпа. Согласно видео Хардинга, «Where the Hell is Afunakwa?» (рус. «Где же, чёрт возьми, Афунаква?!»), женщина умерла в 1998 году.
Впоследствии сама песня и её создатели подверглись критике за несанкционированное присвоение музыкальных записей.

## Музыкальное видео
Музыкальное видео было снято американским режиссёром Тарсемом Сингхом. В 1994 году оно получило несколько номинаций на премию MTV Video Music Awards. В центре сюжета клипа — маленькая девочка, которая путешествует на трехколесном велосипеде по разным странами, попутно проезжая мимо их достопримечательностей (в нём фигурируют Москва, Барселона, Нью-Йорк, Великая Китайская стена, Варанаси и другие места), сопоставляя фрагменты из ее путешествия с аналогичными действиями людей с её родины.

## Список композиций
| CD single 1. «Sweet Lullaby» (original mix) 2. «Sweet Lullaby» (ambient mix) CD maxi 1. «Sweet Lullaby» (original mix) — 3:55 2. «Sweet Lullaby» (remix) — 6:08 3. «Sweet Lullaby» (nature’s dancing mix) — 6:01 4. «Sweet Lullaby» (natural trance mix) — 6:32 5. «Sweet Lullaby» (ambient mix) — 3:47 12" maxi 1. «Sweet Lullaby» (nature’s dancing mix) — 5:58 2. «Sweet Lullaby» (remix) — 6:10 3. «Sweet Lullaby» (natural trance mix) — 6:32 4. «Sweet Lullaby» (ambient mix) — 3:46 | 7" single 1. «Sweet Lullaby» — 3:54 2. «Forest Hymn» (edit) — 3:49 CD single — Promo 1. «Sweet Lullaby» (first single original mix) — 3:55 2. «Deep Forest» — 5:34 3. «Desert Walk» — 5:15 12" maxi — Remixes 1. «Sweet Lullaby» (round the world mix) — 6:58 2. «Sweet Lullaby» (DJ EFX’s tribal as a mofo mix) — 4:40 3. «Sweet Lullaby» (the riot mix) — 6:51 4. «Sweet Lullaby» (digit’s wet dream mix) — 4:25 5. «Sweet Lullaby» (Q-bass mix) — 5:57 6. «Sweet Lullaby» (the downstream mix) — 5:57 7. «Sweet Lullaby» (bonus a la EFX) — 3:08 |

## Чарты
Дебютный сингл Deep Forest, «Sweet Lullaby», оказался одним из самых успешных в карьере дуэта, достигнув 3-й строчки в чарте Норвегии, 7-й в Австралии, 10-й в Великобритании, помимо этого он отметился на 78-й позиции в американском Billboard Hot 100, а также попал в Top-20 хит-парадов Франции, Исландии и Швейцарии.
| Чарт (1992)                              | Высшая позиция |
| ---------------------------------------- | -------------- |
| Франция (SNEP)                           | 17             |
| Германия (GfK)                           | 31             |
| Швейцария (Schweizer Hitparade)          | 15             |
| Чарт (1993)                              | Высшая позиция |
| Австралия (ARIA)                         | 7              |
| Canada Dance (RPM)                       | 9              |
| Новая Зеландия (Recorded Music NZ)       | 21             |
| US Billboard Hot Music Club Play         | 6              |
| US Billboard Hot Modern Rock Tracks      | 14             |
| Чарт (1994)                              | Высшая позиция |
| Europe (Eurochart Hot 100)               | 38             |
| Германия (GfK)                           | 96             |
| Нидерланды (Dutch Top 40)                | 8              |
| Нидерланды (Single Top 100)              | 10             |
| Iceland (Íslenski Listinn Topp 40)       | 11             |
| Ireland (IRMA)                           | 11             |
| Норвегия (VG-lista)                      | 4              |
| UK Singles (The Official Charts Company) | 10             |
| U.S. Billboard Hot 100                   | 78             |

| End of year chart (1994) | Position |
| ------------------------ | -------- |
| Dutch Top 40             | 82       |